# 브뤼셀 국립공항역
브뤼셀 국립공항역(네덜란드어: Station Brussel-Nationaal-Luchthaven)은 브뤼셀 공항에 있는 벨기에 철도 36C호선의 종착역이다. 최초 개업은 1958년 옛 공항 빌딩에서, 1958년 세계 박람회를 준비하기 위해서였다. 현재 위치로 이동한 건 1998년으로, 1994년 새 터미널 개업 이후 이전하였다. 열차 승강장은 지하 1층, 표 발매 창구는 0층에 있다. 간편한 이동을 위한 에스컬레이터 및 엘리베이터가 설치되어 있다.

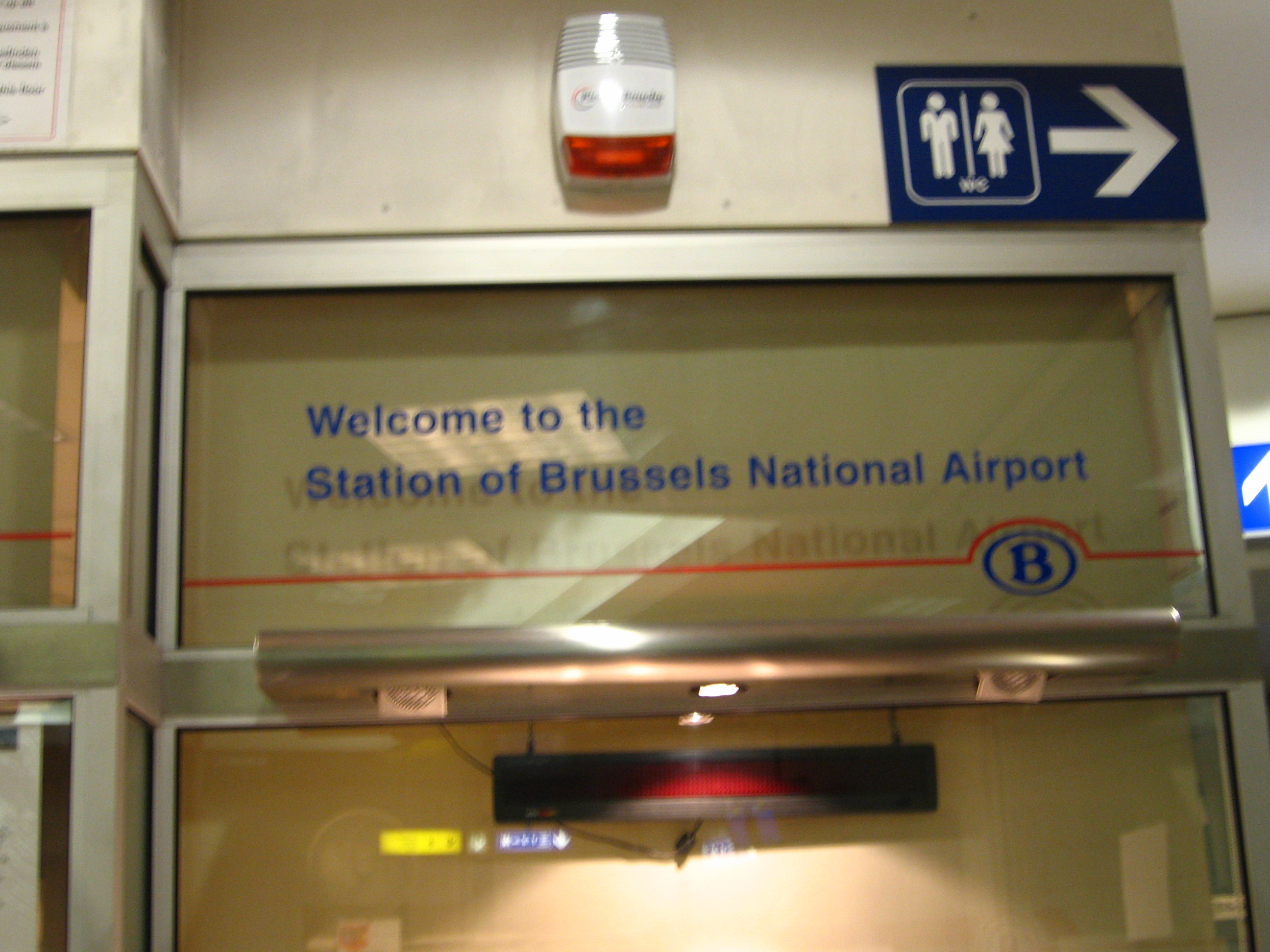
브뤼셀 국립공항역 매표 창구

## 디아볼로 프로젝트
뢰번 및 리에주를 바로 연결해 주는 노선이 2005년 12월 12일 개통하였다. 향후 계획으로 안트베르펀 및 메헬렌을 바로 잇는 철도 노선이 2010년 완공 예정이다. 이 공사가 완료되면 현재의 터미널형 승강장의 한 쪽 끝이 뚫리며, 브뤼셀 북역으로 되돌아가서 열차를 갈아 탈 필요가 사라진다.

## 운행 노선
브뤼셀 국립공항역에서 출발하는 모든 열차는 브뤼셀의 모든 역에 정차한다. IR 등급의 열차만 정차하는 몇 안 되는 역이다.
- IR h: 겐트 신트 피에트르스 - 브뤼셀 국립 공항
- IR i: 드 판 - 브뤼셀 국립 공항 - 뢰번 - 란덴
- IR j: 퀘비 - 브뤼셀 국립 공항
- IR o: 니벨 - 브뤼셀 국립 공항 - 뢰번